# Ora Europei de Est
| albastru         | Ora Europei Occidentale (UTC+0) Ora de vară a Europei Occidentale (UTC+1) |
| albastru deschis | Ora Europei Occidentale (UTC+0)                                           |
| roșu             | Ora Europei Centrale (UTC+1) Ora de vară a Europei Centrale (UTC+2)       |
| bej              | Ora Europei de Est (UTC+2) Ora de vară a Europei de Est (UTC+3)           |
| galben           | Ora Kaliningradului (UTC+2)                                               |
| verde            | Ora Moscovei / Ora Turciei (UTC+3)                                        |

Ora Europei de Est (EET) este o denumire a fusului orar UTC+2, un avans de două ore în raport cu timpul coordonat universal.
În Europa următoarele țări au:
- Finlanda
- Estonia
- Letonia
- Lituania
- Belarus
- Ucraina
- Republica Moldova
- România
- Bulgaria
- Grecia
- Turcia

În țări din Asia și Africa:
- Siria
- Liban
- Israel
- Iordania
- Egipt
- Libia
- Cipru

Ora exacta în capitalele europene